# 소련 우주 프로그램

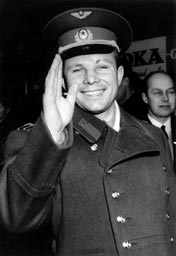
최초의 우주비행사인 스웨덴과 소련의 유리 가가린.

소련 우주 프로그램(러시아어: Космическая программа СССР), 또는 소비에트 우주 프로그램은 소비에트 연방의 국가 우주 개발 프로그램으로, 미국과의 우주 경쟁을 위해 1950년대부터 소련이 붕괴되는 1991년까지 진행되었다.
오소비아킴 작전(Operation Osoaviakhim)에서 수천 명의 독일 기술자를 모집한 것은 우주 프로그램의 필수적인 기폭제가 되었고, 1953년부터 소모성 우주 발사체를 발사하고 인공위성을 개발하기 시작했으며, 인간 우주 비행 프로그램을 운영했다.
프로그램이 운영된 38년 동안 소련은 최초의 대륙간 탄도 미사일(R-7 세묘르카)을 개발했고, 최초의 인공위성(스푸트니크 1호)을 발사하였으며, 최초로 동물(스푸트니크 2호의 개 라이카)과 최초의 인간(보스토크 1호의 유리 가가린)을 지구 궤도 밖으로 보냈다. 또한, 최초로 여성을 지구 궤도 밖(보스토크 6호의 발렌티나 테레시코바)으로 보냈고, 우주비행사가 처음으로 우주보행(보스호트 2호의 알렉세이 레오노프)을 수행하였다.

## 같이 보기
- 인터코스모스
- 러시아 연방 우주국

## 참고 문헌
- Andrews, James T.: Red Cosmos: K. E. Tsiolkovskii, Grandfather of Soviet Rocketry. (College Station: Texas A&M University Press, 2009)
- Brzezinski, Matthew: Red Moon Rising: Sputnik and the Hidden Rivalries that Ignited the Space Age. (Holt Paperbacks, 2008)
- Burgess, Colin; French, Francis: Into That Silent Sea: Trailblazers of the Space Era, 1961–1965. (University of Nebraska Press, 2007)
- Burgess, Colin; French, Francis: In the Shadow of the Moon: A Challenging Journey to Tranquility, 1965–1969. (University of Nebraska Press, 2007)
- Harford, James: Korolev: How One Man Masterminded the Soviet Drive to Beat America to the Moon. (John Wiley & Sons, 1997)
- Siddiqi, Asif A.: Challenge to Apollo: The Soviet Union and the Space Race, 1945–1974. (Washington, D.C.: National Aeronautics and Space Administration, 2000)
- Siddiqi, Asif A.: The Red Rockets' Glare: Spaceflight and the Soviet Imagination, 1857–1957. (New York: Cambridge University Press, 2010)
- Siddiqi, Asif A.; Andrews, James T. (eds.): Into the Cosmos: Space Exploration and Soviet Culture. (Pittsburgh: University of Pittsburgh Press, 2011)